# 元朝和爪哇的战争
元爪战争，指元朝元世祖晚年对爪哇岛的入侵战争。
13世纪爪哇岛上信诃沙里国崛起。1290年信诃沙里国王克塔纳伽拉将三佛齐逐出爪哇，其女婿克塔拉亚萨（Kertarajasa，又名罗登·韦查耶）创立强大的满者伯夷王朝，以满者伯夷城为首都（在今泗水西南）。随后信诃沙里国王克塔纳伽拉被叛将贾亚卡特望杀害。
元世祖至元二十九年（1292年），忽必烈派遣一千艘战舰组成的海军，从福建行省泉州渡海，登陆爪哇岛，联合满者伯夷王克塔拉亚萨，攻打信诃沙里国叛将贾亚卡特望，灭信诃沙里国。满者伯夷国王克塔拉亚萨随后反戈，打退元军，统一爪哇。《元史》称满者伯夷为“麻偌巴歇”，是爪哇国的国都。

## 背景
钦察汗国和察合台汗国拒絕承認忽必烈继承蒙古帝国大统，不断肆虐西北。忽必烈必须和伊尔汗国建立联系。后者与中亞的埃及马穆鲁克和北方的钦察汗国交战，也急需要中央的支持。
陆上联络被隔绝后，元朝必须通过南洋和印度洋与波斯湾的伊尔汗国通信。活跃数百年的阿拉伯航海家们，已经在泉州和广州向忽必烈投诚。元朝要保持广州和巴士拉之间海上交通路线的顺畅。海上贸易的利益驱使下商路国家以各种报聘和出使的手段维持和平通商环境。这是元朝朝贡外交初期进展顺利的原因。但一些强势崛起的新兴国家未必如此。
1284年，畏兀儿航海家亦黑迷失奉命从泉州出发出使锡兰。到1286年为止，元朝接受南洋十国的投顺。元朝1285年派兵驻扎占城国，作为基地。1287年派人招抚印度南部的朱罗人。
爪哇国雄主克尔塔纳加腊受印度-波斯文化影响自称万王之王，吞并周边不少小国。派人远征苏门答腊，灭亡了南洋霸主三佛齐。统治了马来半岛、苏门答腊岛和马鲁古群岛。爪哇岛是南洋香料交易中心，因此并不指望一定与元朝贸易。
1289年，元朝特使孟琪招抚爪哇国。克尔塔纳加腊以霸主身份让人在元使孟琪脸上刺字。忽必烈大怒。
由于1281年元日战争导致水手和船只大量损失还未恢复。1290年占城驱逐元朝势力独立。这让元朝拖延了元爪战争。

## 过程
1292年元朝表示开战，最大目的是在南洋各国中树立绝对权威。忽必烈说：“卿等至爪哇，明告其国军民，朝廷初与爪哇通使往来交好，后刺诏使孟右丞之面，以此进讨。”军马及粮草在福建泉州集结，农历十二月，自后渚启行。正月，至构栏山议方略。

### 统帅
忽必烈希望水军老将史天泽的孙子史燿（本为史天泽之侄史权之子，后过继于史天泽之子史格）作为统帅。可是史燿以年轻为理由推辞。忽必烈诏令史弼、高兴和亦黑迷失三人为福建行省平章政事。河北蠡州的汉人史弼是浙东宣慰，精通蒙古语，早期在大蒙古国担任万户。能举着数百斤重的石狮行走。在征南宋时表现突出，高兴是南宋降将，曾镇压宋朝遗民起义。拥有南方作战经验，擅长水战和崎岖地形作战。亦黑迷失深受忽必烈信任。1272年起就作为元朝使者频繁进出南洋。同泉州穆斯林海商往来密切，泉州穆斯林熟悉水文气象条件、航线选择和航行时间。

### 军人
元朝设立四个征行万户府。总共20,000余人。史弼部下5,000人、福建行省驻军里抽调2,000人，还有江西、福建、湖广三省的兵员。核心是北方汉军。其他是投降的前南宋新附军。他们熟悉南方的湿热多雨环境。高兴建议多派军队。忽必烈说：南洋土著，裸衣胆小，多派军队豪无用武之地。
元史记载爪哇军派出了十余万。这是夸张的数字。当地的地形和物产决定了他们不能同时投放在一个战场里。南洋各地的军队基本以装备很差的轻步兵为主，直到阿拉伯人带来先进的冶金锻造技术和武器。爪哇军大部分是临时动员的农民和少数贵族武士。贵族为先锋，列阵最前方，和庞大的后军组成倒T字。号角吹响时，白衣刹帝利带头冲入敌阵，以求在第一波攻势击溃对手。

### 后勤
大军准备了一年粮草十余万石，军饷四万贯。用于临阵升赏的虎符十枚，金符四十枚，银符百枚，金丝缎百匹。元朝从福建浙江征调船只千艘。除士兵外，所需军粮、军械、军饷、医药、帐篷都必须用船运输。元军晕船，数日不能正常饮食。船队必须沿海岸南下，经西沙和南沙群岛后，路过交趾、占城，正月至东董、西董山，牛崎屿，入混沌大洋，橄榄屿，假里、马答、枸阑等山，到爪哇海域。元军主力将船停泊在今印尼坤甸市境内的交栏山。伐木造小船做沿内河进攻都城准备。

### 爪哇各国冲突
谏义里的葛朗太守哈只葛当，突然袭击杀死了万王之王克尔塔纳加腊及其宰相，夺取王位。大部分藩臣以及克尔塔纳加腊的女婿土罕必阇耶（罗登·韦查耶）都被迫向新王效忠。土罕必阇耶联络前朝旧臣，在麻诺巴歇训练军队、积蓄粮草。

### 内应
土罕必阇耶成为了元军的内应。他在别人建议下写信给中国商船，说这里美丽的公主很多。劝鞑靼人出兵来攻。我会和他们联合。双方联系后，土罕必阇耶以其国山川、户口，并献葛郎国地图纳降。因土罕必阇耶不能离军，杨梓、甘州不花、全忠祖引其宰相昔剌难答吒耶等五十馀人来迎大军，会八节涧。涧上接杜马班王府，下通莆奔大海，乃爪哇咽喉要地。

### 装备

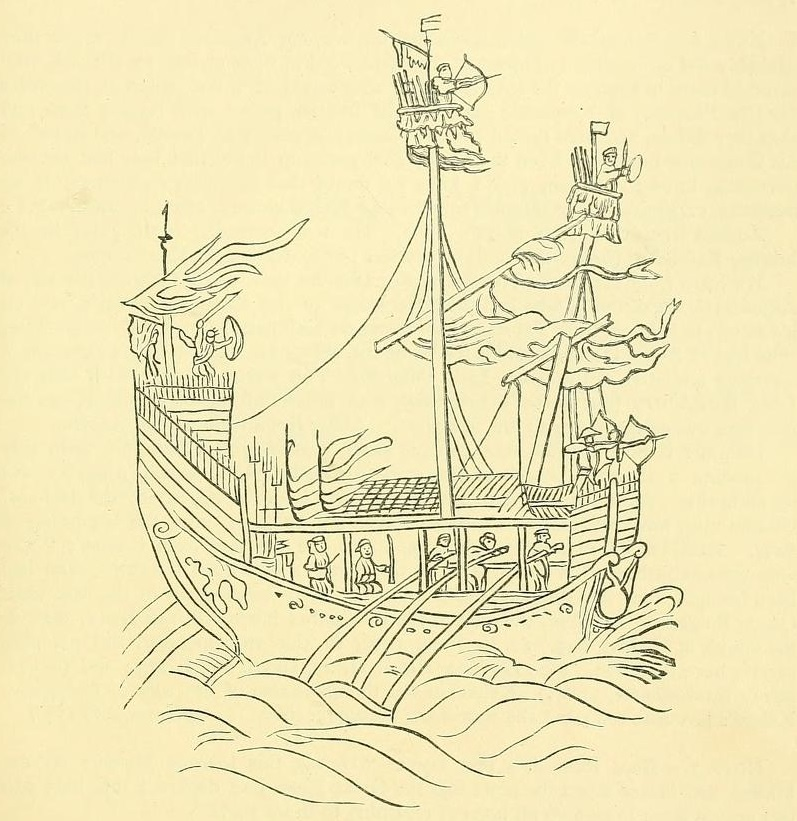
亨利·尤尔爵士（Henry Yule）选择元代船作为上图的基础

元军新附军披甲率只有20%，北方军队略多于此。他们有大量弓和弩，拥有很多射手，前排重装步兵用长矛重斧掩护身后。
爪哇农民军上身赤裸，腰间围块棉布。武器大多是弓箭、竹矛、短刀。深受印度文化熏陶的刹帝利贵族，通常怀揣利刃和长矛，身着白衣。

### 招降
蒙古传统，战前先投书各地首领，破坏他们内部团结。不少小邦派人前来归顺。
农历二月，亦黑迷失、孙参政先派本省幕官并招谕爪哇等处宣慰司官曲出海牙、杨梓、全忠祖，万户张塔剌赤等带五百馀人十艘船先往招降爪哇王哈只葛当。大军继进于吉利门（今爪哇島北面的卡里摩爪哇群島）。史弼、高兴进至爪哇之杜并足（今东爪哇北部的厨闽，又名杜板），与亦黑迷失等议，分军下岸，水陆并进。这是灭南宋的经验。史弼率都元帅那海万户宁居仁等水军，自杜并足，过戎牙港口，至八节涧（爪哇島東北部泗水附近）。高兴和亦黑迷失率都元帅郑镇国、万户脱欢等马步军，率马步军自杜并足陆行。万户申元为前锋。副元帅土虎登哥、万户褚怀远、李忠等乘钻锋船，由戎牙路（今泗水一帶），于麻喏巴歇浮梁前进，赴八节涧聚集。

### 开战
爪哇谋臣者希宁官将船都一字排开堵住河道。将几乎全部兵力都放置在水面。观望成败，元朝再三招之不降。元朝在涧边设偃月营，留万户王天祥守河津，土虎登哥、李忠等领水军，郑镇国、省都镇抚伦信等领马步军水陆并进。者希宁官惧，弃船逃跑，元朝获鬼头大船百馀艘，令都元帅那海、万户宁居仁、郑珪、高德诚、张受等镇八节涧海口。

### 土罕必阇耶求援
土罕必阇耶请元军救援，称哈只葛当军队攻打麻诺巴歇，亦黑迷失派都元帅郑镇国引军赴章孤救援。高兴抵麻喏巴歇，却称葛郎兵未知远近，回八节涧。不久得情报说敌人夜李抵达，高兴仍赴麻喏巴歇。七日，葛当军三路来袭，八日黎明亦黑迷失率万户李明迎于西南，不遇。高兴与万户脱欢由东南路接战，杀数百人，葛当军奔溃山谷。西南路葛当军至，高兴再战至申时，又获胜。十五日元军分军三道伐葛郎，约十九日相会答哈，听砲声接战。土虎登哥率水军溯流而上，亦黑迷失由西道，高兴等由东道，土罕必阇耶殿后。十九日葛郎国王率兵十馀万自卯时至未时，葛郎军三战败溃，拥入河死者数万人，杀五千余人。国主入内城拒守，元兵围其都城答哈招降。晚间，哈只葛当出降。元军俘获哈只葛当和他的儿子、妻子与全部部将，财物价值5,000万两。

### 内应作反
十九日，土罕必阇耶宣称要准备金银珍宝随元军去大都晋见忽必烈。元军遣万户捏只不丁、甘州不花率兵200人护送他返回麻诺巴歇去料理行装。土罕必阇耶设计杀死200元军，捏只不丁、甘州不花、省掾冯祥皆遇害。并联络前朝旧臣，一齐夹击正在回师的元军。元军慌乱中一面交战，一面沿旧路向八节涧船只停泊地撤退。土罕必阇耶不和元军正面交战，利用一切可能战术袭扰。元军撤退时不断遭遇到土罕必阇耶的殿后军的埋伏。元军且战且走中，向东300多里，拔围脱出。元军丧失全部战利品，史弼的5,000北方汉军战死了3,000余人。新附军部队可能损失更多。二十四日部队在海岸登船后，打退爪哇船队，航行68天返回泉州。

### 教训
土罕必阇耶叛變，元军慌乱中为阻止哈只葛当等人趁乱逃跑，把他斩首，失去了对付土罕必阇耶的一个棋子。只带回哈只葛当妻子官属百余人，及地图户籍、所上金字表。

### 处罚
由于过于轻信内应史弼和亦黑迷失回国后被杖责，没收全部财产。高兴则因事前对土罕必阇耶有所察觉，免于处罚。亦黑迷失在忽必烈死后得到赦免，官复原职。远征军刚刚返回，忽必烈召见大臣刘国杰，准备再组建10万讨伐军出征爪哇。第二年忽必烈病死。计划搁置。